# Pseudochalceus longianalis
Pseudochalceus longianalis es una especie de peces de la familia Characidae en el orden de los Characiformes.

## Morfología
Los machos pueden llegar alcanzar los 7,9 cm de longitud  total.

## Hábitat
Vive en zonas de clima tropical. 

## Distribución geográfica
Se encuentran en Sudamérica: ríos de la costa  pacífica de Colombia y  Ecuador.